# Бодрствование
Бодрствование — состояние активности соматической нервной системы, являющееся противоположностью сна, который предназначен для отдыха этой системы. У взрослых людей бодрствование и сон — два основных физиологических состояния, возникающие циклически, причём примерно 2/3 суток приходится на бодрствование.
Состояние бодрствования, как и сон, можно изучить объективно, зарегистрировав биоэлектрическую активность мозга. Бодрствование характеризуется возникновением в ЭЭГ волн альфа и бета.

## Поддержание бодрствования мозгом
Бодрствование происходит путем сложного взаимодействия нескольких нейромедиаторных систем, возникающего в стволе мозга и проходящего через  мозг, гипоталамус, таламус и базальный отдел переднего мозга. Задний гипоталамус играет ключевую роль в поддержании корковой активации, лежащей в основе бодрствования. Несколько систем, возникающих в этой части мозга, контролируют переход от бодрствования в сон и сна в бодрствование. Гистаминовые нейроны в некоторых отделах заднего гипоталамуса проецируют на весь мозг и идентифицируют в мозге пробуждающую от сна систему. Другая ключевая система — та, что обеспечивает выработку орексинов (также известных как гипокретинов), влияющих на нейроны. Недостаток орексинов был назван причиной нарколепсии.
Было предположено, что плод не бодрствует. У него наступает состояние бодрствования лишь при рождении, из-за стресса процесса родов и активации голубого пятна.